# Cheer Down
«Cheer Down» — песня Джорджа Харрисона, написанная им в 1989 году для саундтрека к фильму «Смертельное оружие 2». Соавтором текста песни был Том Петти. Песня вышла на саундтреке фильма и в виде отдельного сингла. Позднее композиция вошла на компиляционный альбом Best of Dark Horse 1976-1989. Продюсерами песни выступили Джордж Харрисон и Джефф Линн.

## Список композиций
- 7" 7-22807, кассета 4-22807

1. «Cheer Down»
2. «That’s What It Takes»

- 7" W2696

1. «Cheer Down»
2. «Poor Little Girl»

- 12" W2696T, CD W2696CD, кассета W2696C

1. «Cheer Down»
2. «Poor Little Girl»
3. «Crackerbox Palace»